# Nyctemera sexmaculatum
Nyctemera sexmaculatum là một loài bướm đêm thuộc phân họ Arctiinae, họ Erebidae.